# Gaue (cràter)
Gaue és un cràter sobre la superfície del planeta nan Ceres, situat amb el sistema de coordenades planetocèntriques a 35.66 ° de latitud nord i 91.52 ° de longitud est. Fa un diàmetre de 80 km. El nom va ser fet oficial per la UAI el tres de juliol del 2015 i fa referència a Gaue, deessa a la qual es va retre homenatge durant la collita de sègol de la mitologia germànica.